# Покотило Володимир Кіндратович
Володимир Кіндратович Покотило (25 жовтня 1922, Кірчик, Київська область — 7 вересня 2013) — член націоналістичного підпілля — СВУ та ОУН.

## Біографія

Володимир Покотило в останні роки життя

Володимир Покотило народився 25 жовтня 1922 року на хуторі Кірчик поблизу Пашківки Бишівського району Київської області. Його батько Кіндрат був радником отамана Опанаса Голубенка, загін якого боровся з більшовиками на кордоні Київської та Житомирської областей. Під час Голодомору 1933 року боровся з людожерами та здійснив втечу у 11 років з катівні НКВС на Володимирській, 15 у місті Києві.
У 1938 році прийнятий до СВУ, а з 1940 член ОУН (р). З 1941 по 1943 рр. — організатор оунівських боївок у Бишівському, Фастівському та Бородянському районах, а також конспіративних квартир у Києві та передмісті для похідних груп ОУН (р). Влітку 1943 року був засланий ОУН (р) до радянських партизанів, але був викритий та засуджений до розстрілу. Втік з-під розстрілу. З 1943 по 1945 рр. служив в оунівських боївках на Львівщині. З 1945 року провідник юнацтва ОУН (р) в одному з районів Львова. У 1944 році втерся в довір'я до власівців та перевів цілий власівський гарнізон Нового Яричева Кам'янка-Буського району Львівської області до лав УПА. Це більше сотні озброєних вояків. 1946 року посланий Проводом відновлювати ОУН (р) на Київщині. Обласний провідник ОУН (р) на Київщині 1946—1948 років.
1948 року схоплений енкеведистами. П'ять років камер-одиночок, у яких чекав на кару смерті. Два роки чекав розстрілу у Київській тюрмі на Рози Люксембург (нинішня Липська), потім Московська тюрма Красна Прєсня, далі табори у Казахстані: Джезказган, Караганда, Екібастуз, Долинка, Спасск, Кенгір. У повстанні у Кенгірі брав активну участь. У 1956—1961 рр. поневірявся у Тайшеті, разом з іншими провідниками. Це Дужий, Сорока, Володимир Горбовий, Йосип Сліпий — митрополит Галицький УГКЦ 1944—1984 років. Звільнився у 1961 році. Повернувся до України і прописався у Київській області.
Помер Володимир Покотило 7 вересня 2013 року. Поховали його 9 вересня у селі Яблунівка на Київщині.

## Творчість

Книга В. Покотила «Лицарі золотого тризуба»

Володимир Покотило — автор роману-спогадів «Лицарі золотого тризуба». Його уривки публікувалися в журналах і газетах: «Літературна Україна» (1991, 2003, 2004), «Слово і час» (1992), «Вітчизна» (2003), «Всесвіт» (2006), «Макарівські вісті» (2007), «Слово Просвіти» (2007), «Факты» (2012), «Українська культура» (2016) та ін. Повністю роман вийшов друком наприкінці 2018 року в Національному газетно-журнальному видавництві.

## Вшанування пам'яті

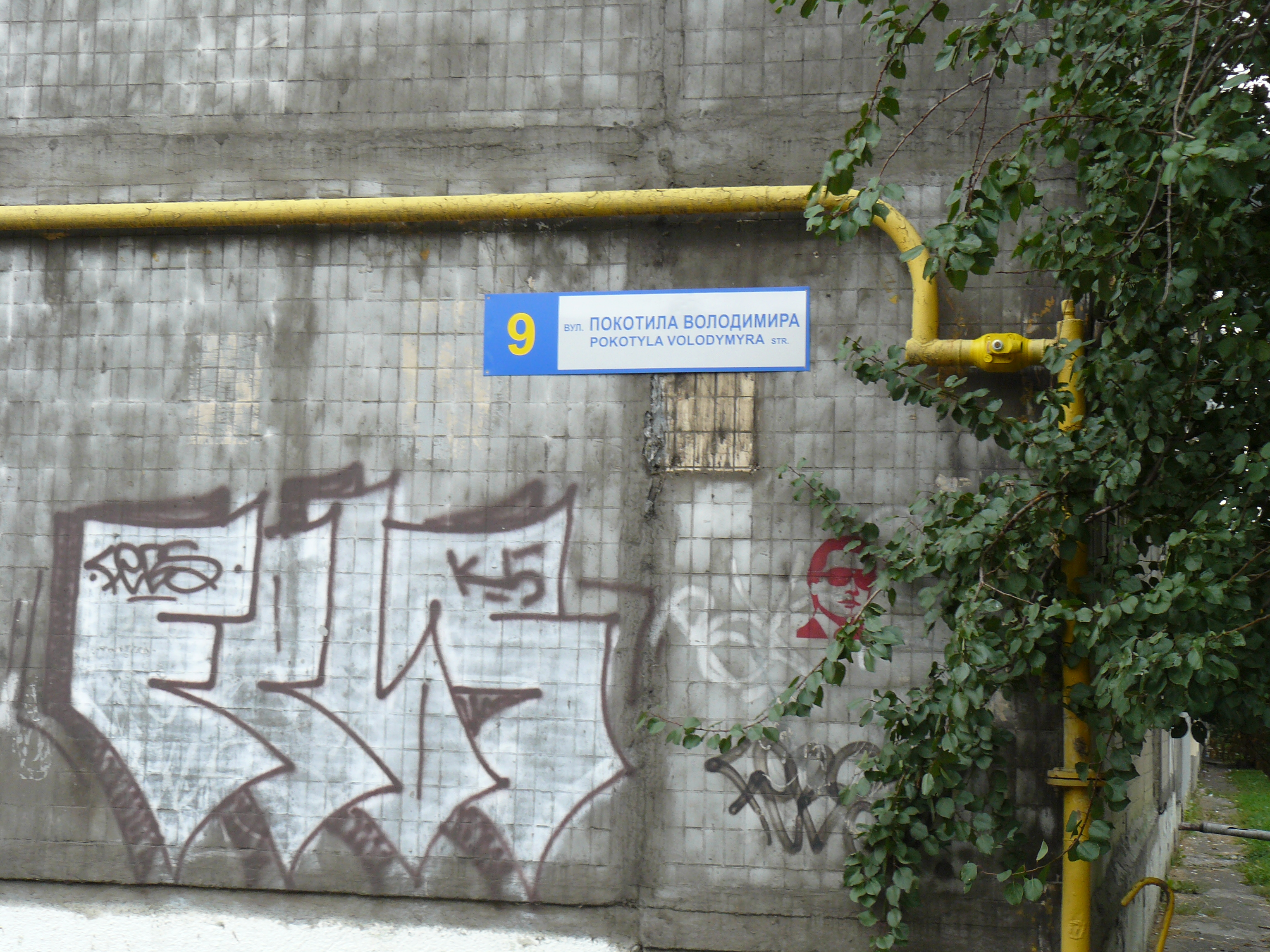
Табличка на одному з будинків по вулиці Володимира Покотила

17 грудня 2015 Київська міська рада перейменувала вулицю Картвелішвілі в Святошинському районі на вулицю Покотила Володимира.